# Friedrich Arnold Brockhaus
Friedrich Arnold Brockhaus (Dortmund, 4 mei 1772 – Leipzig, 20 augustus 1823) was een Duits uitgever, stichter van de uitgeverij F.A. Brockhaus die vooral bekend werd dankzij het samenstellen van de Brockhaus-encyclopedie.